# پلزنت ویو (کلرادو)
پلزنت ویو (به انگلیسی: Pleasant View) یک منطقهٔ مسکونی در ایالات متحده آمریکا است که در شهرستان مانتزوما، کلرادو واقع شده‌است. پلزنت ویو ۲٬۱۰۷ متر بالاتر از سطح دریا واقع شده‌است.